# Peter Wessels
Pour les articles homonymes, voir Wessels.
Peter Wessels, né le 7 mai 1978 à Zwolle, est un joueur de tennis néerlandais, professionnel de 1996 à 2009.

## Palmarès

### Titre en simple (1)
| No | Date       | Nom et lieu du tournoi                               | Catégorie   | Dotation  | Surface      | Finaliste        | Score     |  |
| -- | ---------- | ---------------------------------------------------- | ----------- | --------- | ------------ | ---------------- | --------- |  |
| 1  | 10-07-2000 | Miller Lite Hall of Fame Championships, Newport (RI) | Int' Series | 350 000 $ | Gazon (ext.) | Jens Knippschild | 7-63, 6-3 |  |

### Finale en simple (1)
| No | Date       | Nom et lieu du tournoi   | Catégorie   | Dotation  | Surface      | Vainqueur     | Score           |          |
| -- | ---------- | ------------------------ | ----------- | --------- | ------------ | ------------- | --------------- | -------- |
| 1  | 18-06-2007 | Ordina Open, Bois-le-Duc | Int' Series | 391 000 $ | Gazon (ext.) | Ivan Ljubičić | 7-65, 4-6, 7-64 | Parcours |

### Finale en double mixte (1)
| No | Date       | Nom et lieu du tournoi         | Catégorie                   | Dotation      | Surface    | Vainqueurs               | Partenaire         | Score        |          |
| -- | ---------- | ------------------------------ | --------------------------- | ------------- | ---------- | ------------------------ | ------------------ | ------------ | -------- |
| 1  | 30-12-2005 | Hyundai Hopman Cup XVIII Perth | compétition par équipe, ITF | 1 000 000 AU$ | Dur (int.) | Lisa Raymond Taylor Dent | Michaëlla Krajicek | 2 matchs à 1 | Parcours |

## Parcours enGrand Chelem

### En simple
| Année | Open d'Australie | Open d'Australie  | Roland-Garros | Roland-Garros   | Wimbledon | Wimbledon    | US Open  | US Open          |
| ----- | ---------------- | ----------------- | ------------- | --------------- | --------- | ------------ | -------- | ---------------- |
| 1997  | -                | -                 | -             | -               | -         | -            | 1er tour | Cédric Pioline   |
| 1998  | -                | -                 | -             | -               | -         | -            | -        | -                |
| 1999  | 1er tour         | Jim Courier       | -             | -               | 1er tour  | Tommy Haas   | 3e tour  | Cédric Pioline   |
| 2000  | 1er tour         | Jiří Vaněk        | -             | -               | -         | -            | 1er tour | Roger Federer    |
| 2001  | 1er tour         | Andrew Ilie       | -             | -               | 1er tour  | Andre Agassi | -        | -                |
| 2002  | -                | -                 | -             | -               | -         | -            | -        | -                |
| 2003  | -                | -                 | -             | -               | -         | -            | -        | -                |
| 2004  | -                | -                 | -             | -               | -         | -            | -        | -                |
| 2005  | 2e tour          | Joachim Johansson | 2e tour       | Richard Gasquet | 1er tour  | Jiri Novak   | 2e tour  | David Nalbandian |
| 2006  | -                | -                 | -             | -               | -         | -            | -        | -                |
| 2007  | -                | -                 | -             | -               | -         | -            |          |                  |

### En double
| Année | Open d'Australie      | Open d'Australie             | Roland-Garros | Roland-Garros | Wimbledon | Wimbledon | US Open | US Open |
| 1999  | 1er tour Edwin Kempes | Mahesh Bhupathi Leander Paes | -             | -             | -         | -         | -       | -       |

Sous le résultat, la partenaire; à droite, l'ultime équipe adverse